# Phản Kitô

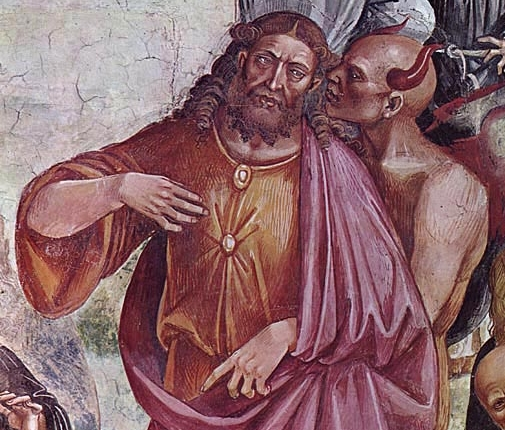
Luca Signorelli mô tả gương mặt của kẻ Phản Ki-tô, tranh vẽ năm 1501 trong Nhà thờ chính tòa Orvieto

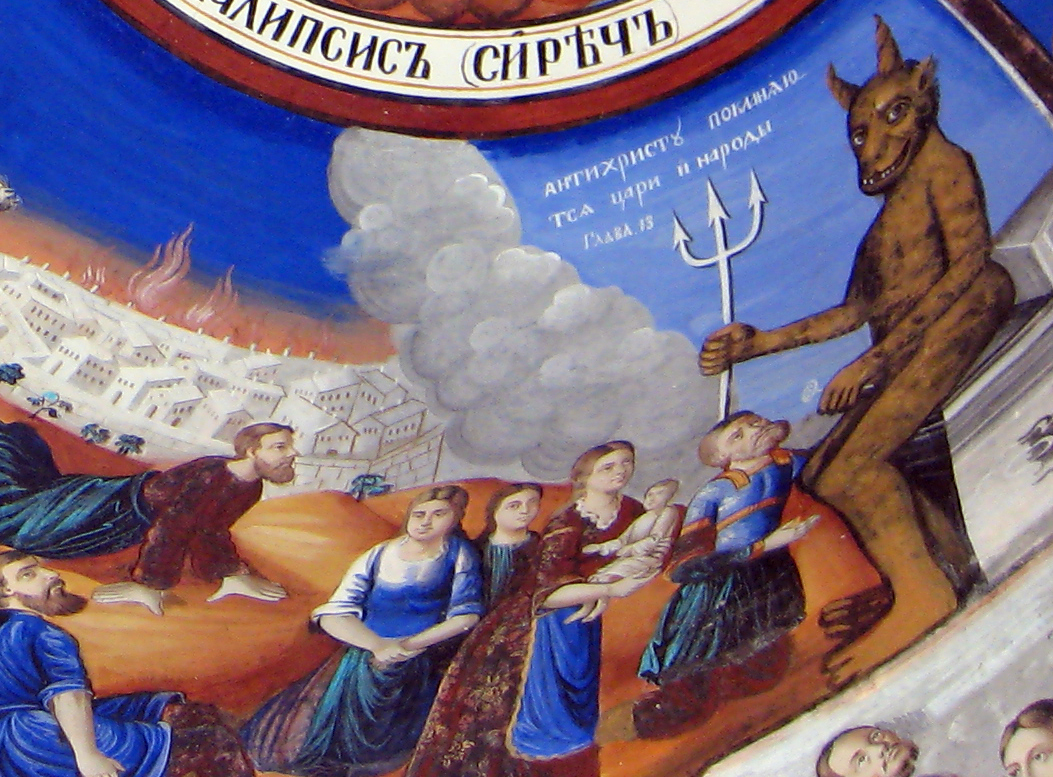
Antichrist – chi tiết trên bích họa tại Tu viện Osogovo ở Cộng hòa Macedonia. Dòng chữ viết "Tất cả các vị vua và dân chúng cúi đầu trước Kẻ chống Chúa Cứu Thế."

Kẻ phản Ki-tô hay Kẻ chống Chúa cứu thế (tiếng Anh: antichrist, tiếng Hy Lạp: Ἀντίχριστος, đã Latinh hoá: antichristos) là một thuật ngữ lần đầu được Thánh Tông đồ Gioan sử dụng và chỉ được thấy trong Thư thứ I của Thánh Gioan, xuất hiện lần đầu trong câu: "Hỡi anh em là những người con thơ bé, đây là giờ cuối cùng. Anh em đã nghe biết là tên Phản Ki-tô sẽ đến; thế mà giờ đây nhiều tên Phản Ki-tô đã xuất hiện." Thuật ngữ tên Phản Ki-tô được thấy trong Tân Ước năm lần ở các thư I và II của Thánh Gioan, một lần ở dạng số nhiều và bốn lần ở dạng số ít. Giải thích cho từ "Anti-Christ" do Gioan Tông đồ đưa ra ngay sau đó, tiết lộ như thế nào thì ứng với danh xưng này: 
Ai là kẻ dối trá, nếu không phải là kẻ chối rằng Đức Giêsu là Đấng Kitô ? Kẻ ấy là tên Phản Kitô, là kẻ chối Chúa Cha và Chúa Con.
Giáo Phụ Gioan Kim Khẩu cảnh báo về kẻ Phản Ki-tô, thường được hiểu là kẻ mà có quyền lực tăng lên ở những ngày cuối cùng và thường gắn liền với hình ảnh "sừng nhỏ" như trong khải tượng cuối cùng của Ngôn sứ Đa-ni-ên và "Con người gian ác" như trong Thư thứ hai gửi tín hữu Thêxalônica của Sứ đồ Phaolô, được Tông Đồ Phaolô giải thích như sau: 
Và bấy giờ sẽ được mạc khải ra: đứa vô đạo, kẻ mà Chúa Giê-su sẽ tiêu diệt bằng một làn khí miệng Ngài và hủy ra không, ngay lúc Quang lâm hiển linh của Ngài !

9 Việc quang lâm của nó thì do phép mầu Satan với đủ thứ quyền năng và dấu lạ điềm thiêng giả dối, 10 cùng với mọi kiểu gạt gẫm bất lương trên những kẻ hư khốn, bởi lẽ chúng không đón nhận lòng mến sự thật để được cứu thoát.11 Và vì thế Thiên Chúa gởi đến cho chúng phép mầu lầm lạc, làm chúng tin theo dối trá, 12 khiến chúng bị lên án, hết thảy những kẻ không tin sự thật, nhưng đã hưởng ứng theo đàng bất chính.

## Từ nguyên
Từ "antichrist" (Kẻ chống Chúa Cứu Thế) được ghép bởi hai từ gốc: αντί (anti) + Χριστός (Khristos). "Αντί" có thể mang nghĩa không chỉ là "chống lại" và "trái ngược với", mà còn có nghĩa là "thế vào chỗ của". "Χριστός", được dịch là "Christ", là một từ tiếng Hy Lạp dịch từ từ "Messiah" của tiếng Hebrew. Cả "Christ" và "Messiah" đều có nghĩa đen là "Người Được Xức Dầu", và ám chỉ đến Giêsu thành Nazareth trong thần học Ki-tô giáo và Hồi giáo.